# Andrômeda XVII
Andrômeda XVII é uma galáxia anã esferoidal que está localizada na constelação de Andrômeda. Esta galáxia é um satélite da Galáxia de Andrômeda (M31). Andrômeda XVII foi descoberta no ano de 2008.